# ألكسندر أتابكيان
ألكسندر موفسيسي أتابكيان (2 فبراير 1869 - 5 ديسمبر 1933) كان طبيبًا وناشرًا وشيوعيًا لاسلطويًا أرمنيًا.
ولد في مرتفعات قره باغ، ثم انتقل إلى الخارج لدراسة الطب والتحق بجامعة جنيف في سويسرا. هناك، بدأ العمل منضدًا طباعيًا واكتسب خبرةً في النشر في أثناء عمله في مجلة هنشاك، التابعة لحزب الهنشاك الاشتراكي الديموقراطي. في عام 1890، أصبح تلميذًا للاسلطوي الروسي، بيوتر كروبوتكين، وانضم إلى الحركة اللاسلطوية. في جنيف، أنشأ أتابكيان المكتبة اللاسلطوية، التي نشرت العديد من النصوص اللاسلطوية باللغتين الأرمينية والروسية، بهدف تهريبها إلى الإمبراطورية الروسية. أقام علاقات مع الاتحاد الثوري الأرمني (حزب الطاشناق)، وساعد في نشر صحيفته دروشاك في جنيف.
تابع دراساته الطبية في باريس، حيث بدأ بنشر مجلة هامينك، وهي أول دورية لاسلطوية باللغة الأرمنية. كتب بإسهاب عن اضطهاد الأرمن من قبل الإمبراطورية العثمانية والدول الأوروبية وشرح رؤيته للثورة الاجتماعية في أرمينيا. توقف عن النشر بعد سماعه أخبار المجازر الحميدية، وبعد ذلك، أعاد تأسيس علاقاته مع غيره من اللاسلطويين ضمن الاتحاد الثوري الأرمني. أصدروا معًا إعلانًا إلى الأممية الثانية، يدينون فيه تصرفات الإمبراطورية العثمانية وتواطؤ حلفائها الأوروبيين. بعد تخرجه دكتورًا في الطب، انتقل أتابكيان إلى رشت في إيران، حيث عمل طبيبًا ونشر طبعة فارسية من مجلة هامينك. عمل أيضًا مسعفًا قتاليًا خلال الحرب العالمية الأولى، إذ عالج اللاجئين الذين فروا من الإبادة الجماعية للأرمن.
بعد الثورة الروسية عام 1917، انتقل إلى موسكو وبدأ في كتابة أعمال حول النظرية اللاسلطوية ونقدها. كان ينتقد صعود البلاشفة، الذين اعتبرهم يعملون ضد إرادة الشعب. بدلًا من ذلك، دعا إلى تعزيز الحركة التعاونية، ورأى أملًا خاصًا في لجان مجلس النواب في موسكو باعتبارها وسيلةً لتأسيس اللاسلطوية الاشتراكية. عمل أيضًا طبيبًا شخصيًا لكروبوتكين وكان أحد المقربين منه، وبقي بجانبه حتى وفاته. شارك بعد ذلك في إدارة متحف كروبوتكين، والذي حافظ عليه طوال فترة السياسة الاقتصادية الجديدة.
أصيب أتابكيان بسكتة دماغية وتوفي في منزله في موسكو عام 1933، رغم أن الأدبيات المرجعية كانت تشير في النهاية إلى أنه توفي في معسكرات جولاج، في أعقاب قمع الحركة اللاسلطوية في أثناء صعود يوسف ستالين إلى السلطة. منذ ذلك الحين، اعتُبر مثالًا رئيسيًا للفرد اللاسلطوي من خارج التقاليد الغربية، ودُرس عمله في مجال معاداة السلطوية والاقتصاد التعاوني وحقوق المستأجرين في روسيا وأوكرانيا.

## سيرته الذاتية

### النشأة ونشاطه
ولد ألكسندر موفسيسي أتابكيان في 2 فبراير 1869، في شوشا، وهي مدينة في مرتفعات قره باغ. وُلِد لعائلة أرمنية نبيلة، وكان ابنًا لطبيب. 
بعد تخرجه من المدرسة الثانوية في مسقط رأسه عام 1889، ترك القوقاز وسافر إلى الخارج لدراسة الطب في جامعة جنيف. في أثناء دراسته الجامعية، عمل أتابكيان منضدًا طباعيًا في صحيفة هنشاك التابعة لأفيتيس نازاربيكيان -وهي الصحيفة الرسمية لحزب الهنشاك الاشتراكي الديمقراطي- والتي نشرت تقارير حول تزايد المشاعر المعادية للأرمن في الإمبراطوريتين الروسية والعثمانية.
ترك حزب الهنشاك الاشتراكي الديمقراطي وأصبح شيوعيًا لاسلطويًا في عام 1890، بعد قراءة كتاب كلمات متمرد، وهي مجموعة من كتابات بيتر كروبوتكين. بدأ أتابكيان بعد ذلك العمل في دار نشر أوكرانية، استخدمها لطباعة ترجمات الأعمال اللاسلطوية باللغتين الأرمينية والروسية. بالإضافة إلى ذلك، نشر عددًا من الخطابات المفتوحة، نيابةً عن الحركة اللاسلطوية العالمية، إلى الفلاحين والثوار الأرمن.
لم يمض وقت طويل حتى التقى أتابكيان بالعديد من الأعضاء البارزين في الحركة اللاسلطوية، وأصبح صديقًا مقربًا لكروبوتكين وريكلو وجان غريف. تعرّف أيضًا على ماكس نيتلاو باراسكيف ستويانوف ولويجي جالياني وجاك غروس، الذي طبع معه ملصقًا تخليدًا لذكرى شهداء هايماركت، وعلقاه في جميع أنحاء جنيف.

### منشوراته اللاسلطوية
بعد اندلاع المجاعة الروسية في 1891-1892، بدأ أتابكيان جهدًا لبدء تهريب الدعاية اللاسلطوية إلى الإمبراطورية الروسية، بهدف طباعة النصوص باللغتين الروسية والأرمنية. سافر أتابكيان وستويانوف إلى لندن، حيث زارا كروبوتكين. أبلغاه بنيتهما بالبدء في تسليم المنشورات إلى أوكرانيا والقوقاز، حيث تواصلا مع بعض الأفراد اللاسلطويين. بعد ذلك، عاد أتابكيان إلى جنيف وأنشأ مطبعة في غرفة نومه الخاصة؛ أطلق عليها اسم المكتبة اللاسلطوية، وأصبحت أول دائرة دعاية لاسلطوية روسية منذ دائرة زامفير أربور في سبعينيات القرن التاسع عشر.

### تحركه شرقًا
توقف أتابكيان عن كافة أنشطته الصحفية بعد تلقيه أخبار المجازر الحميدية، الأمر الذي أصابه بصدمة عاطفية. مع ظهور المقاومة الأرمنية للمذابح ضد الأرمن في الإمبراطورية العثمانية، أقام علاقات مع الناشطين الاشتراكيين اللاسلطويين والتحرريين في الاتحاد الثوري الأرمني. مزج اللاسلطويون في الاتحاد الثوري الأرمني اللاسلطوية الاشتراكية مع شكل من أشكال القومية الأرمنية، متأثرين جزئيًا بالحركة العدمية الروسية. بالتعاون مع التحرريين الأرمن الآخرين، كتب أتابكيان إعلانًا إلى مؤتمر لندن للأممية الثانية؛ وقال إن القوى الأوروبية كانت متواطئة في المجازر الحميدية وأعلن بدايةً ثورة اجتماعية في غرب آسيا.
في عام 1896، تخرج أتابكيان بدرجة دكتور في الطب. مُنع من العودة إلى الإمبراطورية الروسية بسبب عقوبة النفي بسبب أنشطته اللاسلطوية، وانتقل أولًا إلى بلغاريا، حيث قدم المساعدة الطبية للأرمن الذين فروا من المجازر الحميدية. تشير مراسلاته منذ ذلك الوقت إلى أنه سافر بعد ذلك عبر إسطنبول وإزمير، حيث حاول الترويج للاسلطوية بين المجتمعات الأرمنية المحلية. بحلول مطلع القرن العشرين، كان قد استقر في رشت، في مقاطعة غيلان في إيران. هناك، عمل طبيبًا ونشر طبعة إيرانية من هامينك، والتي تُرجمت إلى اللغة الفارسية. خلال هذا الوقت، درّب أيضًا الشاب أرديشير أوفانيسيان ليصبح صيدليًا، وبعد ذلك، أصبح أوفانيسيان زعيمًا للحزب الشيوعي الإيراني.
بعد اندلاع الحرب العالمية الأولى، مُنح أتابكيان الإذن بالعودة إلى الإمبراطورية الروسية، التي كانت تعاني من نقص كبير في المسعفين القتاليين لدرجة أنها بدأت تتجاهل خلفياتهم. تعين أتابكيان بسرعة لرئاسة مستشفى ميداني في باكو، لكنه أصيب بمرض شديد بسبب حمى التيفوئيد وأخذ إجازة مرضية. تعافى بحلول أوائل عام 1915 وتعين لرئاسة مستشفى عسكري في مقاطعة كارس، حيث كانت زوجته إيكاترينا مقيمة. هناك، لم يعالج الجنود الجرحى فحسب، بل عالج أيضًا المدنيين، بما في ذلك اللاجئين الذين فروا من الإبادة الجماعية للأرمن. كان يسافر باستمرار إلى مختلف الميادين خلال هذه الفترة، ويشهد آثار المعارك في كاراكيليسا (أغري) وهنيس وموش. بحلول نهاية عام 1916، نفد الدواء من مستشفاه، ولم تلبّ موسكو طلباته في إعادة التموين، ما أدى إلى تفرق معظم الطاقم الطبي وحل المستشفى فعليًا. ترك أتابكيان ألخط الأمامي وعاد إلى رشت.